# Clarinetto
Il clarinetto è uno strumento musicale a fiato ad ancia semplice battente, ha un'imboccatura indiretta ed appartiene alla famiglia dei legni. Questo strumento è costruito in ebano o plastica.

## Storia del clarinetto
Lo strumento musicale più antico che adotta il principio dell'ancia semplice è il memet egizio, costituito da una coppia di canne e conosciuto dal 2700 a.C. Esistono vari tipi di strumenti che adottano questo principio tra cui le launeddas sarde, conosciute dal 900 a.C.. Sullo stesso principio si basa lo chalumeau, il predecessore del clarinetto, inventato in Francia e costituito da un tubo cilindrico di canna alla cui parte superiore c'era un'incisione fatta per ricavare l'ancia.
Lo chalumeau fu soggetto ad innovazione attorno al 1690 da parte di Johann Christoph Denner, un artigiano di Norimberga. Lo strumento di Denner aveva sei fori anteriori, uno posteriore e due chiavi chiuse, una posta sopra i fori anteriori e l'altra su quello posteriore, che chiudevano altri due fori. Successivamente Denner e i suoi figli hanno spostato il foro della chiave posteriore e lo hanno rimpicciolito per poterlo utilizzare sia come chiave del Si♭, sia come foro portavoce, aprendo quindi le porte del registro superiore o "registro di clarinetto".
Il termine clarinetto appare per la prima volta nel 1732 nel Musicalisches Lexicon di Johann Gottfried Walther in cui è scritto: "sentito a distanza, esso suona piuttosto come una tromba". Ciò spiega il nome clarinetto derivato da clarino, termine oggigiorno utilizzato impropriamente, che indica uno strumento appartenente alla famiglia delle trombe. Il clarinetto ebbe un suono penetrante probabilmente fino al principio dell'Ottocento; si ritiene così perché i metodi per imparare a suonare il clarinetto pubblicati dal 1850 sottolineano il suono "ora più pieno, dolce e piacevole" rispetto ai clarinetti precedenti.
Lo sviluppo del clarinetto continua nel 1740 quando Jacob Denner (figlio di Johann Christian) aggiunse al clarinetto una lunga chiave aperta per realizzare il Si3 (prima impossibile), riempiendo questo "buco" nell'estensione dello strumento e portandolo all'estensione attuale. Nei decenni successivi diversi artigiani hanno fatto tentativi per migliorare lo strumento, senza ottenere risultati rilevanti. Un passo importante è stato fatto da Ivan Müller, un musicista parigino nato in Russia. Müller costruì un clarinetto dalle caratteristiche rivoluzionarie. Il suo strumento aveva tredici chiavi con un nuovo tipo di cuscinetti e con i fori cigliati. Quello di Müller è stato il primo clarinetto a poter suonare in tutte le tonalità. Nel 1812 fu esaminato dagli specialisti del conservatorio di Parigi e, nonostante le sue notevoli potenzialità, fu rifiutato. Nonostante ciò il clarinetto di Müller ha posto le basi al clarinetto tedesco.
Successive modifiche al clarinetto sono state apportate da Hyacinthe Eléonore Klosé, il produttore del clarinetto "sistema Boehm". Klosé basò il suo lavoro su quello fatto da Theobald Boehm che introdusse sul flauto le chiavi ad anello. Klosé adottò gli anelli sul clarinetto, adottò i fori cigliati di Müller e aggiunse nuove chiavi per un totale di diciassette. Questo strumento era facile da gestire e dava la possibilità di suonare in tutte le tonalità. Fu Klosé stesso ad esibirlo per la prima volta a Parigi nel 1839. Oggi è il tipo di clarinetto più diffuso.
Il costruttore belga Eugène Albert sviluppò a partire dal 1839 un modello di clarinetto basato su quello di Müller e su alcune modifiche introdotte da Adolphe Sax. Questo modello fu molto usato nel jazz di New Orleans e in altre tradizioni popolari, e ancora oggi è conosciuto con il nome di "Albert system".
Al clarinetto di Müller gli anelli sono stati applicati da Carl Bärmann. Poi Oskar Oehler modificò la posizione delle chiavi adattandole alle caratteristiche delle mani e migliorando quelle acustiche. Questo è il clarinetto attualmente in uso in Germania e, con piccole differenze, in Austria.
Il costruttore di clarinetti tedesco Fritz Wurlitzer (padre di Herbert Wurlitzer) sviluppò nel 1949 una variante del clarinetto francese, che chiamò clarinetto Boehm riformato. È un clarinetto con un sistema di diteggiatura francese, il cui suono si avvicina molto a quello del clarinetto tedesco attraverso un diverso foro interno e un altro bocchino. Questo tipo di clarinetto trova ancora amanti in alcuni paesi.
Il clarinetto è tuttora sottoposto a miglioramenti tecnici. Si cerca di ottenere caratteristiche acustiche sempre migliori e maggiore maneggevolezza da parte degli esecutori.
Tra i contemporanei che più di altri si sono cimentati nel migliorare lo strumento sono da ricordare il clarinettista Rosario Mazzeo e lo svizzero René Hagmann.

Clarinetti con diverse disposizioni di chiavi e fori
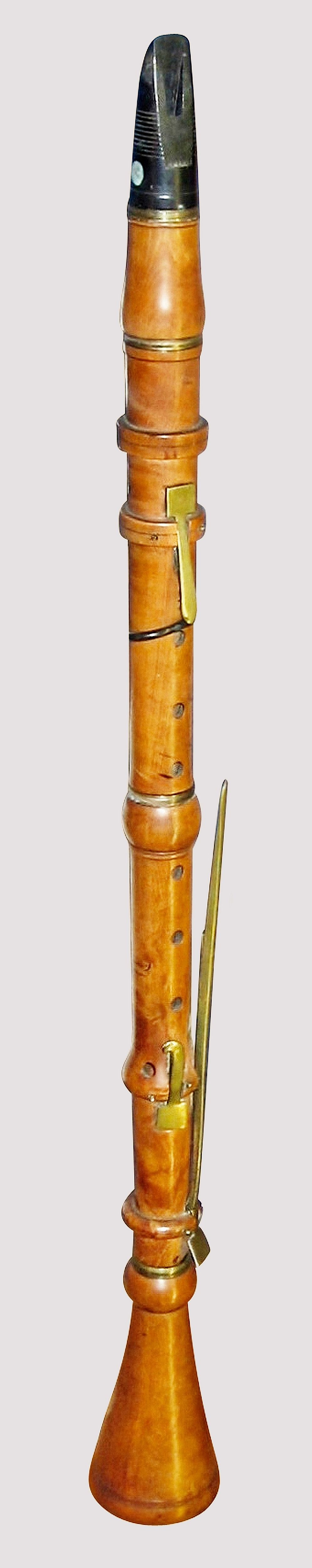
Clarinetto antico con 4 chiavi, costruito nel 1760
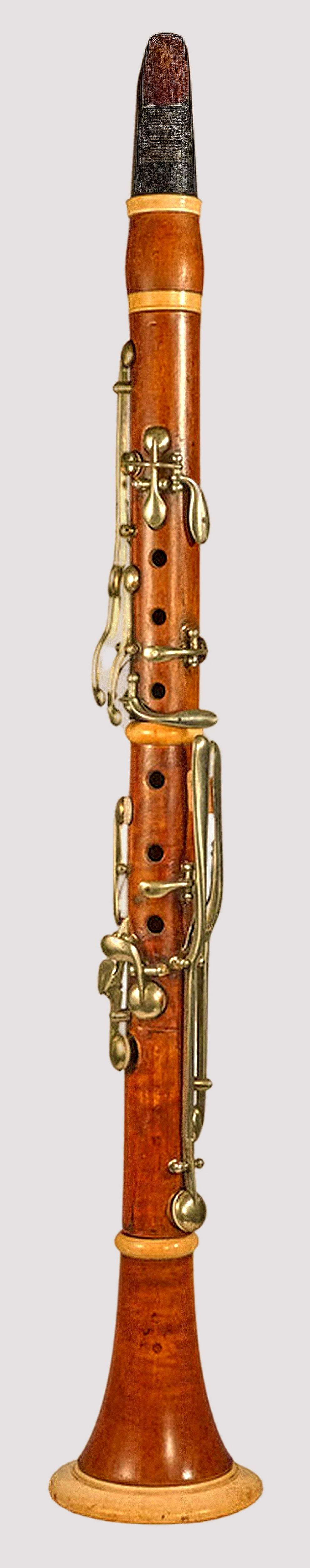
Iwan Müller clarinetto con 13 chiavi, fori di tono come twister e rivestimento in pelle, dedotto nel 1809
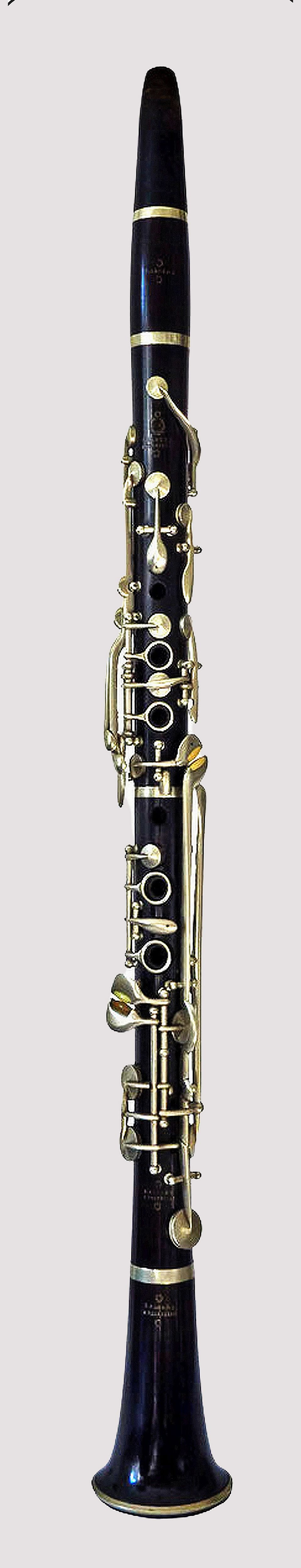
Albert clarinetto, progettato intorno al 1850 da Eugène Albert, tecnicamente intermedio tra i clarinetti Müller e Oehler
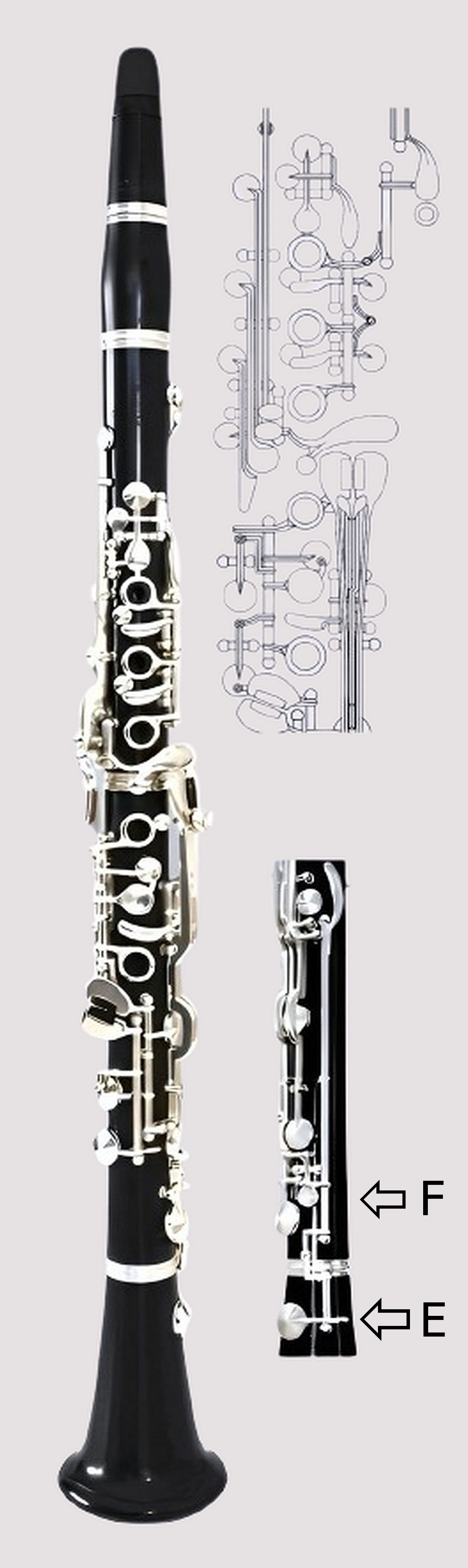
Clarinetto tedesco 1905 (Oehler), con 22 chiavi, 5 anelli e un coperchio, con meccanismo a campana per rinforzare mi e fa bassi
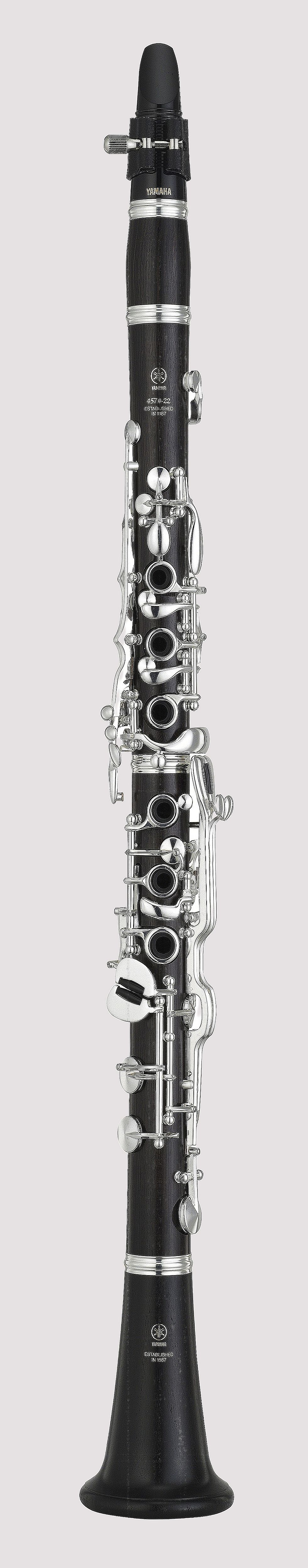
Clarinetto standard tedesco senza coperchio e meccanismo della campana
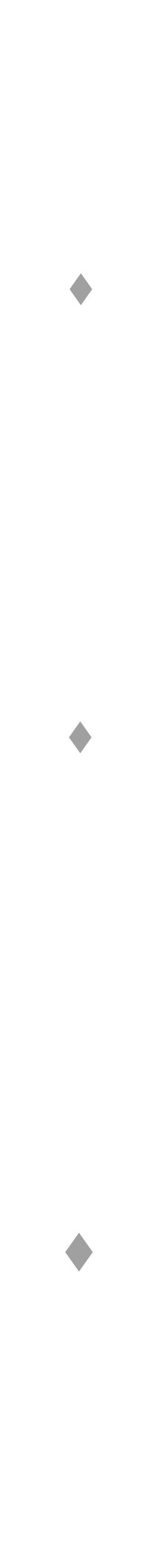
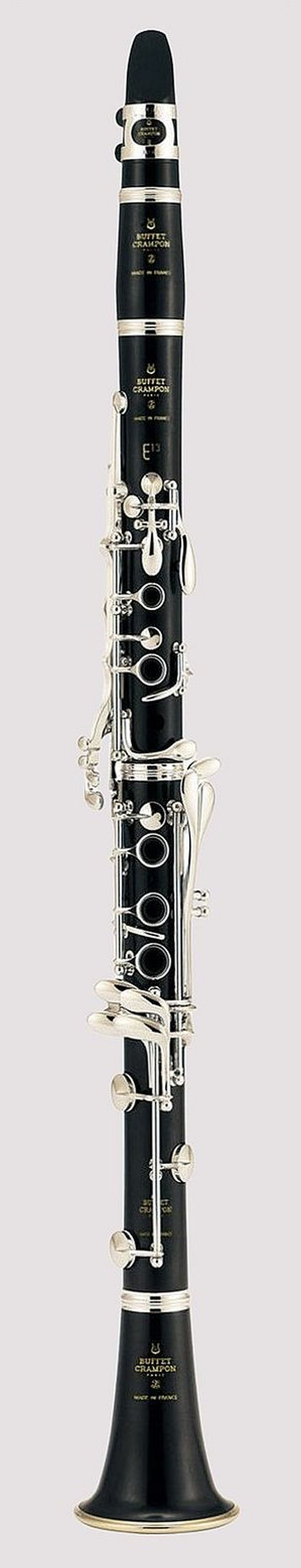
Clarinetto standard Boehm, con 17 chiavi e 6 anelli, sviluppato nel 1843 da Hyacinthe Klosé e Louis Auguste Buffet
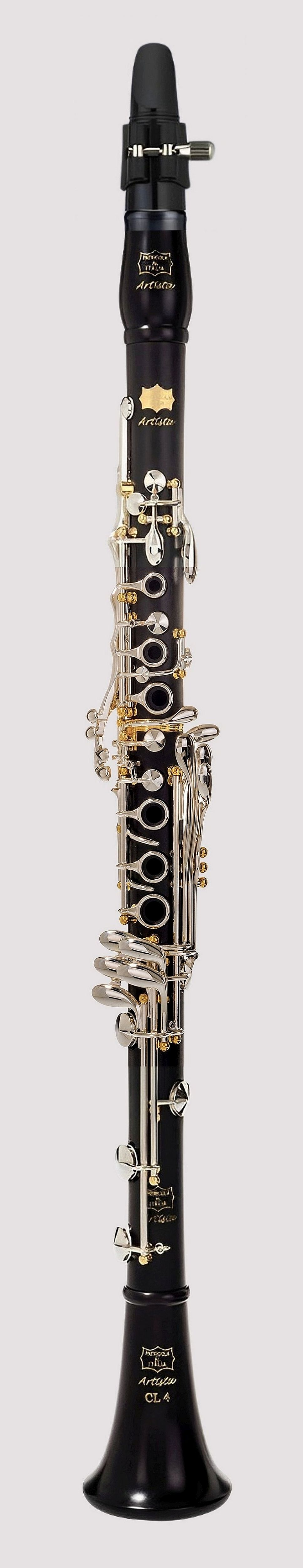
Clarinette Boehm completa di 21 chiavi e 7 anelli, sviluppata nel 1870 da BC
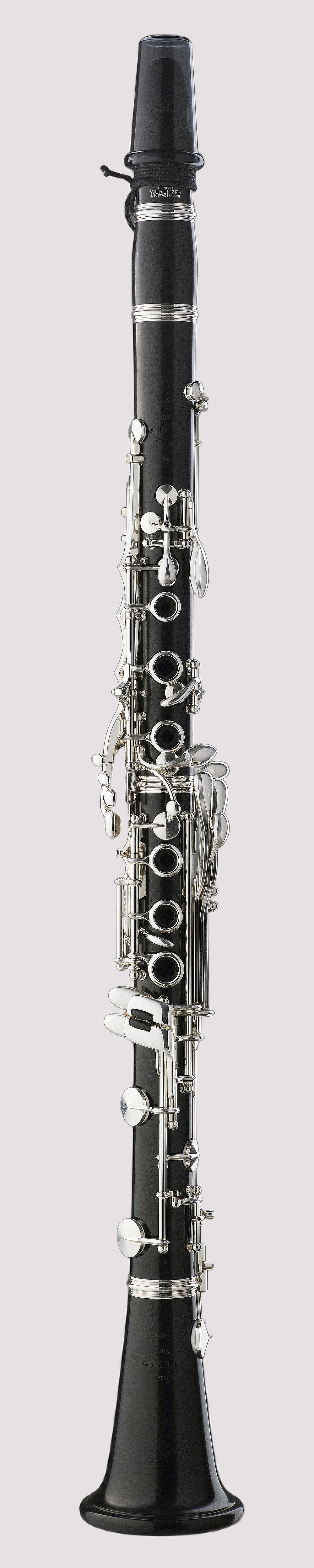
Clarinetto Boehm riformato, con 19 chiavi e 7 anelli, sviluppato nel 1949 da Fritz Wurlitzer

## Tipi di clarinetto

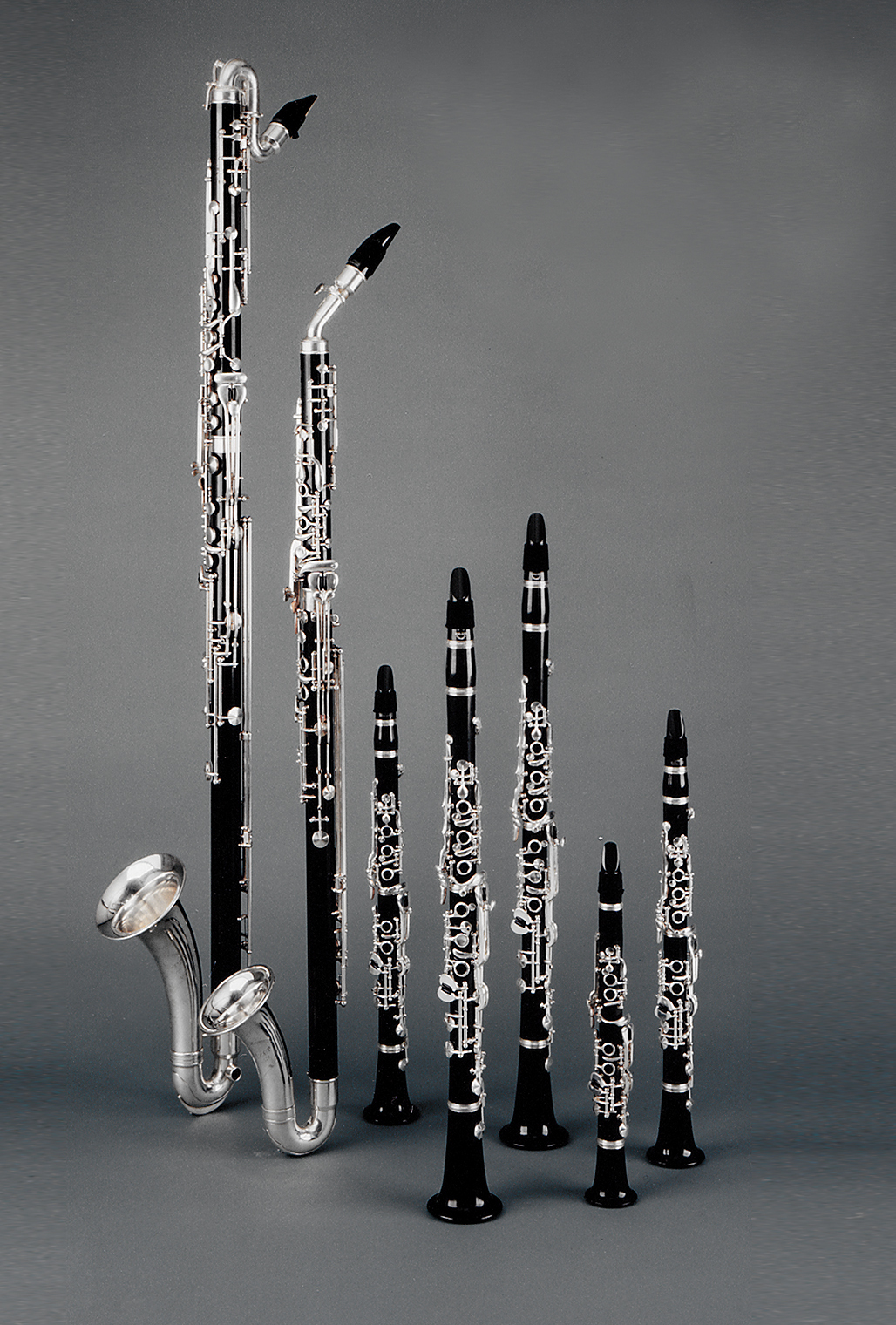
Clarinetto basso in Si♭, Corno di bassetto, clarinetti in Re, Si♭ e La, clarinetti piccoli in Sol e Mi♭, clarinetto di bassetto in La (clarinetti con sistema Oehler)

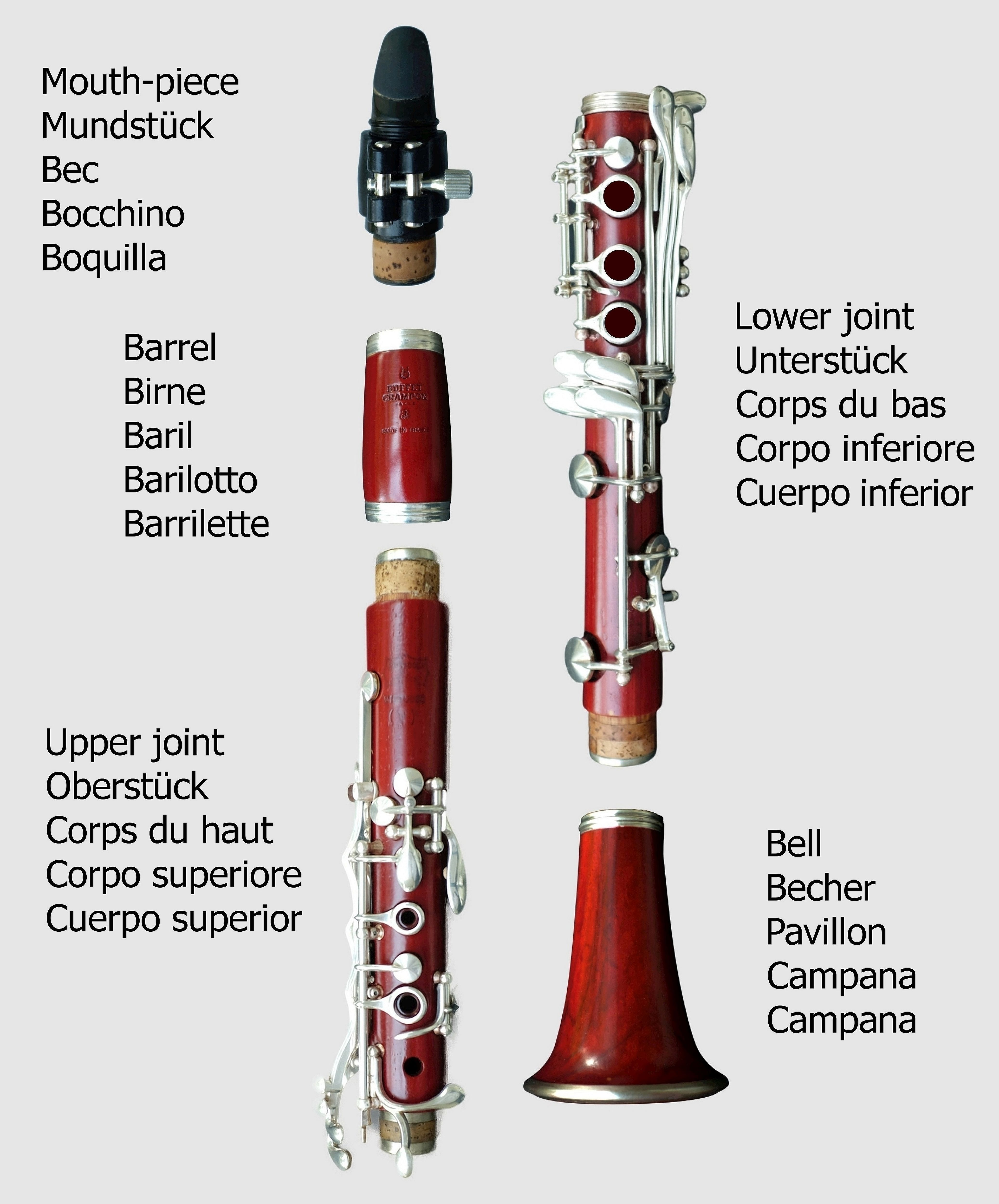
Parti di un clarinetto

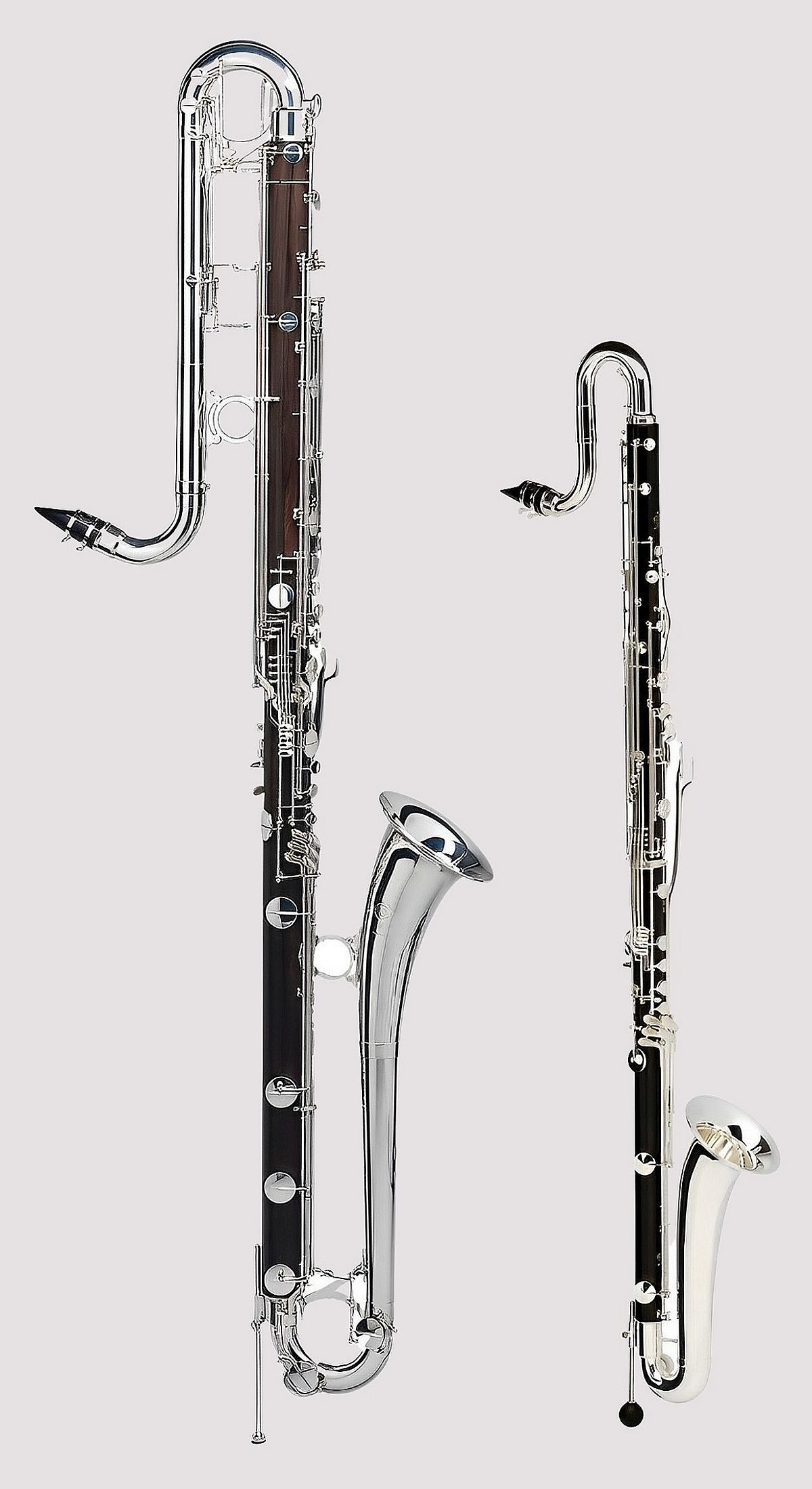
Da sinistra a destra, rispettivamente, clarinetto contrabbasso e clarinetto contralto

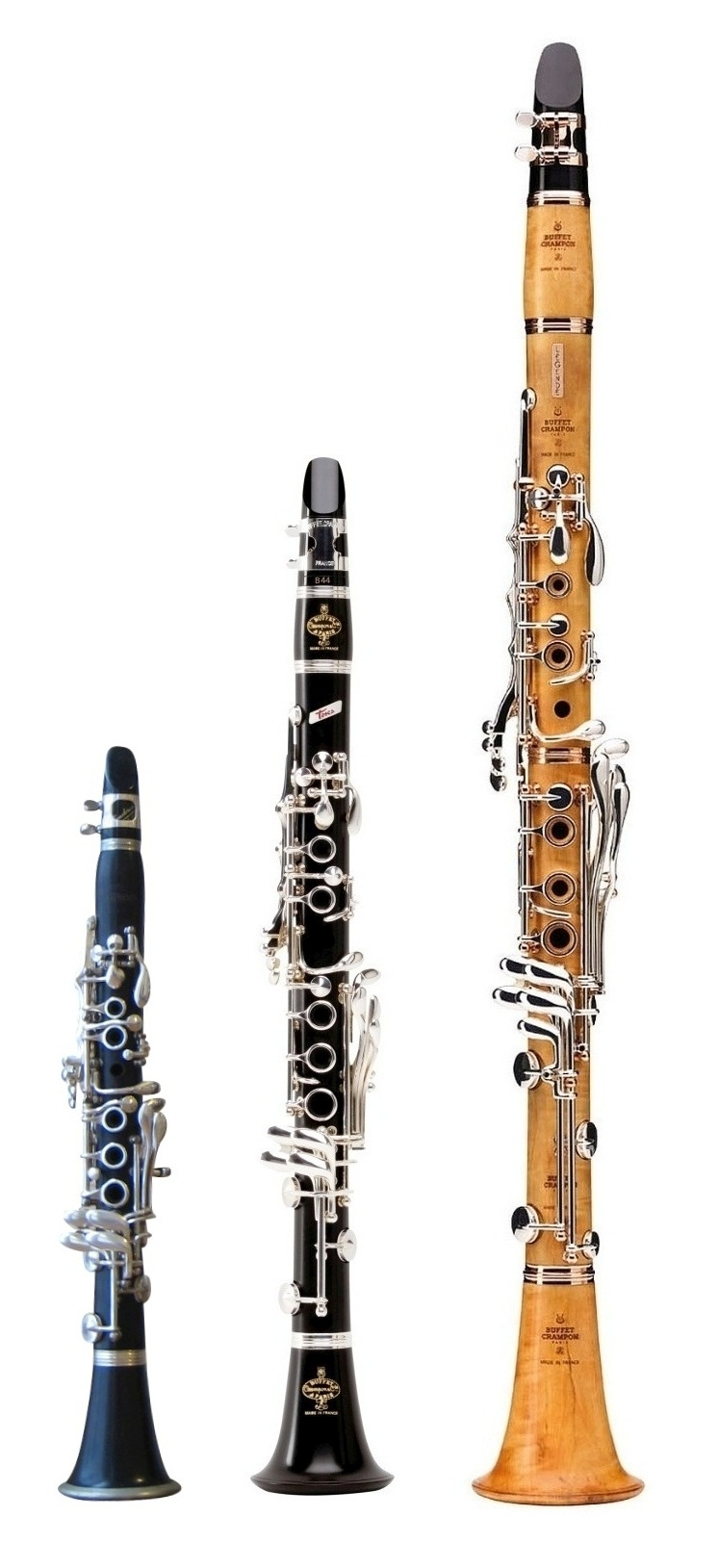
Da sinistra: clarinetto in La♭, in Mi♭ e in Si♭ (Boehm).

Tutte le taglie di clarinetto, ad eccezione del clarinetto in Do, sono strumenti traspositori: vale a dire che la nota emessa dallo strumento non corrisponde a quella letta in partitura. La famiglia del clarinetto è oggi composta da questi strumenti:
- clarinetto piccolo in La♭ o sestino (quasi del tutto estinto, lo si può trovare in ambito bandistico)
- clarinetto piccolo in Mi♭ o quartino (la più piccola taglia di clarinetto di uso comune)
- clarinetto soprano in Si♭ (clarinetto di uso comune)
- clarinetto soprano in La (solitamente posseduto da quasi tutti i clarinettisti professionisti in aggiunta al precedente)
- clarinetto di bassetto in La (è un normale clarinetto in La leggermente più grande con un'estensione nel grave maggiorata, viene usato per eseguire alcuni concerti solistici tra cui il famoso concerto per clarinetto di Mozart)
- corno di bassetto in Fa (strumento raro e in disuso che ha trovato fortuna nei lavori mozartiani e in alcuni lavori sinfonici del tardo '800 inizio '900)
- clarinetto contralto in Mi♭ (strumento raro, si trova per lo più nelle "grandi bande" ed ensemble di clarinetti)
- clarinetto basso in Si♭ (basso fondamentale della famiglia, di uso comune sia in orchestra che in banda, è posseduto da molti clarinettisti professionisti)
- clarinetto contrabbasso in Mi♭/Si♭ (le più grandi taglie della famiglia, ricoprono il ruolo del contrabbasso in una formazione di clarinetti)

Il clarinetto è uno strumento di estrema versatilità, le cui potenzialità vengono sfruttate sia in orchestra, sia in banda, in diverse formazioni di musica da camera e nelle formazioni di soli clarinetti (i cosiddetti "cori di clarinetti").
Strumento dalle infinite possibilità, ha trovato il suo impiego fisso in orchestra soltanto verso la fine del '700 rendendolo l'ultimo dei legni ad aver fatto parte dell'orchestra. Lo si trova a fianco ai fagotti in orchestra da 2 a più esecutori (anche 4 nei tardi lavori sinfonici dell'800)
In ambito solistico vanno ricordati il concerto K622 per clarinetto di bassetto in la, che Wolfgang Amadeus Mozart compose per il suo amico e massone Anton Stadler (inizialmente il concerto era in tonalità di Sol maggiore composto per corno di bassetto, catalogata K621b), il Quintetto "Stadler" K581 sempre dello stesso Mozart e il Quintetto di Brahms.
Il repertorio clarinettistico spazia dal classico romantico con composizioni di Mozart, Rossini, Weber, Crusell, Brahms, Schumann, Debussy, Cavallini, Saint-Saëns; al moderno con Bernstein, Copland, Poulenc, Lutoslawski, Lindberg.

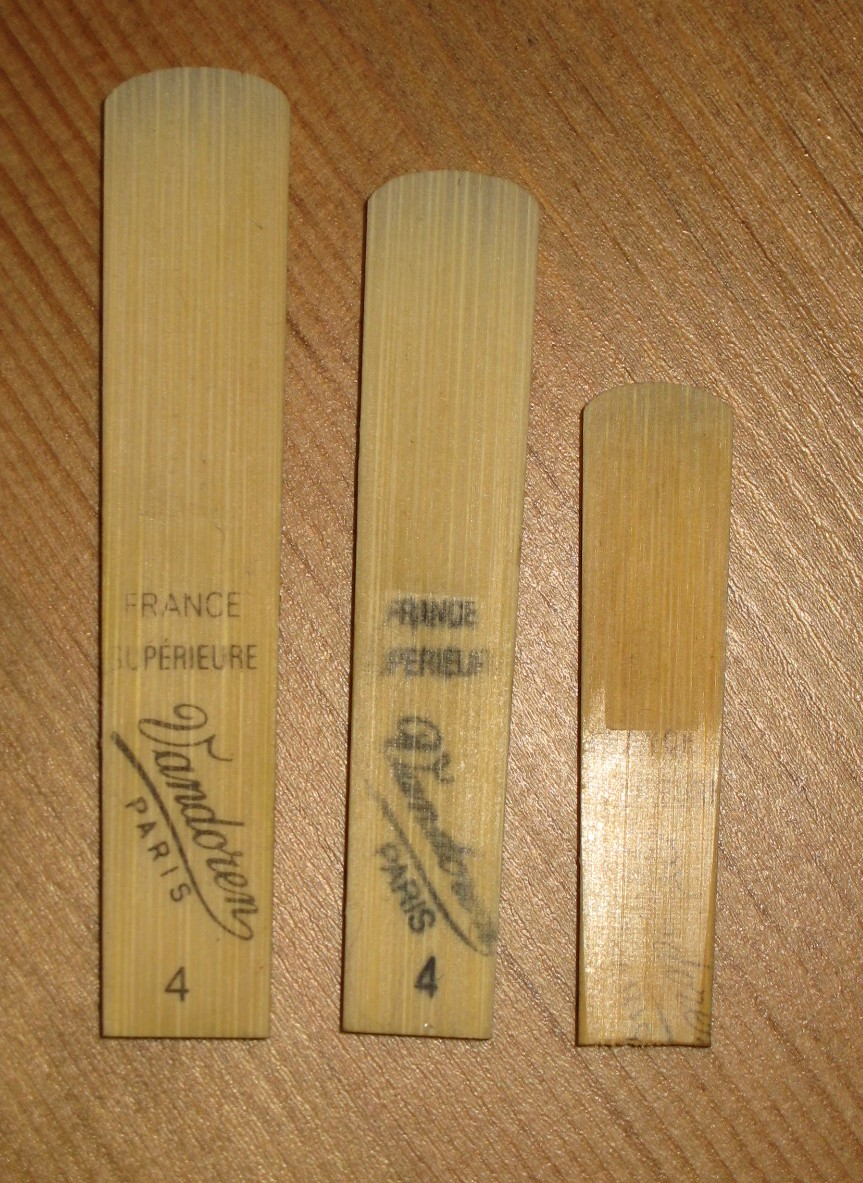
Ance per clarinetti a confronto

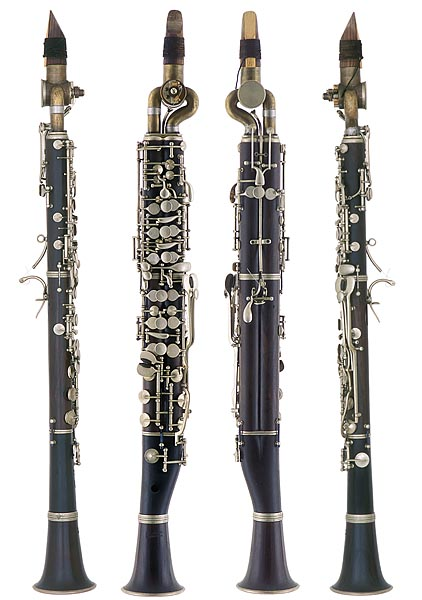
Un raro clarinetto a quarti di tono

## Anatomia
Il clarinetto è diviso in cinque parti, unite ad incastro con guarnizioni in sughero.
Partendo dall'alto, lo strumento inizia con il bocchino, corredato di ancia semplice e legatura (anche detta "fascetta"). Il bocchino è l'imboccatura adatta a produrre le vibrazioni sonore. I materiali più usati oggi per bocchini di buona qualità sono il legno, l'ebanite ed il cristallo.
Segue il barilotto, che fa risuonare le vibrazioni e collega il bocchino al corpo superiore.
La parte centrale è costituita dal corpo superiore e dal corpo inferiore, sebbene oggi alcuni clarinetti li presentino uniti. Su questi due corpi sono presenti ventiquattro fori di dimensioni differenti: sette fori, di cui sei circondati da anelli, vengono chiusi dalle dita, mentre gli altri vengono chiusi dai cuscinetti, azionati dagli anelli oppure dalle diciassette o diciotto chiavi (a seconda del modello). Tramite la chiusura e l'apertura dei fori della parte centrale, viene modificata la lunghezza della colonna d'aria vibrante in modo da ottenere i suoni dell'intonazione desiderata.
Lo strumento termina con la campana, che dà ulteriore risonanza ai suoni.

### Materiali

#### Legno
Il legno tradizionalmente utilizzato per costruire il clarinetto è l'ebano, che conferisce il caratteristico colore nero o marrone. Altri legni impiegati sono il grenadilla (oggi il più utilizzato), cocobolo e il palissandro (o legno di rosa) dell'Honduras; un legno molto utilizzato è anche quello di quercia.
Il legno grenadilla, originario del Mozambico, è divenuto quello maggiormente impiegato non in virtù di superiori qualità acustiche, come taluni erroneamente credono, ma grazie alla sua compattezza, ottima lavorabilità e capacità di mantenere le dimensioni in cui viene lavorato. Quest'ultima caratteristica è estremamente importante in quanto variazioni anche minime nelle misure della cameratura interna hanno grande influenza sull'intonazione e la qualità del suono del clarinetto.
Ogni tipo di legno conferisce caratteristiche peculiari alla sonorità dello strumento con esso costruito, oltre ad avere differenti caratteristiche di lavorabilità e durata nel tempo.

#### Ebanite
L'ebanite, nota anche come hard rubber (cioè gomma dura) poiché ottenuta dal processo di vulcanizzazione della gomma, è impiegata nella costruzione di clarinetti anche di livello professionale. Ha un costo molto competitivo rispetto ai legni pregiati, che devono essere selezionati e ben stagionati.
Secondo alcuni, l'ebanite è un materiale superiore al legno, poiché consente di ottenere clarinetti con un suono di alta qualità, con in più il vantaggio di una grande durata nel tempo ed insensibilità alle variazioni di umidità (i clarinetti in ebanite o materiale plastico sono spesso usati nelle bande, o comunque all'aperto, in quanto non temono condizioni atmosferiche che per il legno sarebbero avverse).

#### Altri materiali
I clarinetti in passato erano costruiti anche con materiali oggi meno impiegati quali il metallo. Infatti, negli anni venti i clarinetti in metallo erano tenuti in alta considerazione per il loro bel suono, unito al costo modesto e alla facilità di fabbricazione.
Studi fisici hanno successivamente dimostrato che il suono del clarinetto dipende in misura piuttosto bassa dal materiale con cui è costruito lo strumento, e tutte le vibrazioni armoniche vengono generate dall'ancia che vibra e dal barilotto che sta all'inizio della colonna d'aria interna allo strumento. Anche i clarinetti costruiti in materiale plastico (ABS), in linea di principio, potrebbero essere degli ottimi strumenti se nella loro realizzazione fosse impiegata la stessa cura ed attenzione dei clarinetti in legno.
Scelte commerciali ben precise delle maggiori case di fabbricazione di questi strumenti hanno tuttavia escluso la realizzazione di clarinetti in metallo e plastiche avanzate, anche se esistono case produttrici (come Buffet Crampon e Hanson) che utilizzano una sorta di legno polverizzato misto a resine sintetiche per la realizzazione del corpo dello strumento.

## Suono
Il clarinetto ha un suono alto, acuto e versatile. Il timbro del clarinetto è suadente e grintoso.

### Estensione
Considerando che il Do centrale è il Do3, l'estensione delle taglie più comuni è la seguente:
Piccolo in Mi♭: Sol2 - Do6
Piccolo in Mi♭: Sol2 - Do6
Soprano in Si♭: Re2 - Si♭5
Soprano in La: Re♭2 - La5
Basso in Si♭: Si♭0 - Si♭4

### Registri
L'estensione del clarinetto è suddivisa in tre registri musicali, tale divisione avviene in base alle diteggiature usate per ottenere le note dei vari registri:
| registro | altre denominazioni      | estensione (trasposta)  | suono                |
| -------- | ------------------------ | ----------------------- | -------------------- |
| grave    | registro dello chalumeau | da Mi2 a Si♭3           | caldo e pastoso      |
| medio    | registro del clarinetto  | da Si3 a Do5            | brillante            |
| acuto    | registro altissimo       | da Do#5 a Sol5 ed oltre | potente e squillante |

Negli strumenti a fiato il passaggio dal registro fondamentale, più grave, ad un altro più acuto coincide con il fatto di attivare le armoniche superiori.
Il clarinetto, avendo cameratura fondamentalmente cilindrica, permette alla colonna d'aria di risuonare come una "canna chiusa", cioè solo con le armoniche dispari, che sono la prima armonica (fondamentale), la terza armonica (corrispondente ad un intervallo di dodicesima, ovvero un'ottava più una quinta), la quinta armonica, ecc. Quindi il cambio dal registro di chalumeau a quello di clarinetto, a pari diteggiatura mediante l'uso del portavoce, vede il passaggio da una nota del registro fondamentale non già all'ottava superiore (come in tutti gli altri strumenti a fiato) ma alla dodicesima superiore, che corrisponde alla successiva armonica consentita, ovvero la terza.
Le note del registro altissimo sono ottenute con particolari diteggiature che utilizzano le armoniche successive alla terza.
A causa del suo comportamento come "canna chiusa" dovuta alla cameratura cilindrica (unico strumento a fiato con questa caratteristica) il clarinetto produce suoni un'ottava più gravi rispetto ad un qualunque altro strumento a fiato [con cameratura conica] di eguale lunghezza.

#### Passaggio critico da chalumeau a clarinetto
Il passaggio dal registro di chalumeau a quello di clarinetto (chiamato "middle break" nei paesi di lingua inglese), ovvero dalla nota più acuta del registro grave (Si♭3) alla nota più grave del registro medio (Si3), è un punto particolarmente critico nel clarinetto, sia dal punto di vista esecutivo sia come sonorità.
La sonorità dei due registri è alquanto diversa, come pure la resistenza che l'esecutore avverte da parte del clarinetto nel passaggio da Si♭3 a Si3.
Dal punto di vista della diteggiatura, la nota Si♭3 richiede l'azionamento della chiave del La3 (con l'indice sinistro) e della chiave che apre il foro portavoce (con il pollice sinistro; in questo caso serve ad ottenere appunto il Si♭ comportandosi come un foro comune), con tutti i fori principali aperti. Il passaggio alla nota Si3 richiede il rilascio della chiave del La3 e, contemporaneamente, lo slittamento dell'indice sul suo foro di competenza, del pollice sinistro sul suo foro, mantenendo comunque la pressione sulla chiave del foro portavoce (che qui svolge la funzione di cambio di registro sopprimendo la risonanza fondamentale della canna e lasciando quelle dal terzo armonico in su), e la chiusura di tutti i fori e di altre due chiavi. A questo si aggiunga che nel passaggio al Si3 cambia anche il modo in cui si tiene l'imboccatura. Un clarinetto ben progettato minimizza questa discontinuità ed i problemi di sonorità, specialmente del Si♭3 (dovuti alla doppia funzione del foro portavoce, che costringe a delle soluzioni di compromesso).

#### Ulteriori difficoltà
Un'ulteriore difficoltà è data dal fatto che nel clarinetto, a differenza di altri strumenti come il sassofono o il flauto, il passaggio dal registro di chalumeau a quello acuto è dato dal portavoce che non fa un'ottava sopra bensì una dodicesima sopra; infatti quel portavoce viene chiamato nel registro delle posizioni chiave 12. Per esempio con la chiusura dei fori con pollice sinistro, indice, medio ed anulare sinistro si ottiene il Do3; aggiungendo a questa posizione la chiave che apre il foro portavoce, tenendo sempre la medesima posizione per il Do3, si ottiene il Sol4. Infine, si consideri che nel registro altissimo vi sono alcune note che si ottengono con determinate tipi di posizioni che possono far variare l'intonazione, a volte si tiene più in considerazione l'intonazione di una nota piuttosto che la velocità di esecuzione, ecco perché si usano bocchini di materiale e aperture diverse per migliorare il suono.

## Generi
Grazie alle grandi doti espressive e tecniche, il clarinetto è presente in vari generi musicali. Esso è ampiamente presente nella musica classica. Il suo ingresso nell'orchestra sinfonica, tuttavia, è avvenuto relativamente tardi (per merito anche di Mozart che ne intuì l'originalità del timbro e le potenzialità) poiché raggiunse un adeguato livello tecnico solo nell'ultimo quarto del XVIII secolo. Nell'orchestra sinfonica del secolo successivo, d'altra parte, assume subito un ruolo importantissimo all'interno della sezione dei legni, grazie al suo timbro caldo, molto amato dai romantici. Esso svolge un ruolo di sostegno agli archi e spesso gli vengono affidate parti a solo. Al clarinetto sono dedicati svariati concerti solistici, tra cui spiccano il Concerto K 622 di Wolfgang Amadeus Mozart (uno dei primissimi del genere), due concerti e un concertino di Carl Maria von Weber. Copiosa è la produzione di musica da camera, che vede il clarinetto in molteplici formazioni: sonate, trii, quartetti, quintetti con clarinetto furono scritti da compositori come Mozart, Weber, Mendelssohn, Schumann, Brahms, Dvorak. Nell'ambito operistico Giuseppe Verdi ne fa molto uso, dal momento che ne apprezzava parecchio il suono nell'esprimere sentimenti. 
Il clarinetto è molto usato nelle bande musicali in cui riveste un ruolo paragonabile per importanza a quello dei violini in orchestra.
Nel genere jazz è utilizzato nelle orchestre e come strumento solista e deve la sua fama principalmente al genio di Benny Goodman, di Artie Shaw e di Woody Herman e grazie anche all'intervento di altri clarinettisti come Buddy DeFranco primo interprete del genere Jazz con il Clarinetto basso e di Tony Scott hanno rappresentato il periodo pre e post bebop reinventando il clarinetto imitando lo stile del grande sassofonista Charlie Parker. 
Nella musica popolare si distingue per la tecnica brillante, in particolare nel genere del Folklore Romagnolo e ballo liscio. Un compositore capostipite di questo genere da ballo è stato Secondo Casadei, che ha assegnato al clarinetto in Do le parti virtuosistiche principali del liscio romagnolo.
Il clarinetto viene inoltre utilizzato nella musica Klezmer. Il suo grande interprete è Giora Feidman, soprannominato anche il Re del Klezmer dati il suo notevole virtuosismo e la sua notevole interpretazione di questo genere musicale.

## Tecniche esecutive particolari
Oltre alla respirazione circolare, utilizzata su strumenti a fiato (ad ancia e non) di tutto il mondo, che permette di ottenere un suono continuo senza interruzioni dovute all'inalazione, menzioniamo la tecnica nota come slap tongue, utilizzata anche sul sassofono, che consiste in un suono secco e percussivo ottenuto facendo "schioccare" la lingua sull'ancia al momento dell'attacco della nota (si può usare come suono percussivo a sé stante o come attacco secco per note usuali).